# Chotard et Cie
Chotard et Cie  è un film del 1933 diretto da Jean Renoir.

## Trama
François Chotard, ricco droghiere che commercia all'ingrosso e vive in una cittadina del sud della Francia, ha dato in sposa a Julien Collinet, uno scrittore-poeta, la figlia Reine, che si è innamorata di lui durante un ballo in maschera indetto dalla sottoprefettura. Julien  sogna anziché lavorare e il droghiere si lamenta dei pasticci che il giovanotto distratto combina.
Un giorno lo minaccia di cacciarlo e quello ormai deciso di andarsene, fa le valigie e raggiunge la stazione, allorché giunge la notizia che ha ottenuto il premio letterario Goncourt.
Chotard lo richiama indietro e si compiace di questo suo genero prima disprezzato. Ora vorrebbe che non facesse altro che scrivere e lo rinchiude in una torre con il compito di produrre venti pagine ogni giorno. Alla fine il giovane, un po' impazzendo e un po' ribellandosi, riesce a far capire al suocero che, se si vuole vivere bene, ciascuno deve fare ciò per cui è portato.

## Produzione
Il film fu prodotto da Les Films Roger Ferdinand e distribuito da
Universal di (Carl Laemmle).

### Regia

#### Il piano sequenza
Daniele Dottorini:
«Il piano sequenza abbonda nel film e raggiunge l'obiettivo di disegnare uno spazio chiuso, (la forma che si colloca in opposizione al fiume) all'interno del quale la vita, però, brulica. Sin dal primo piano sequenza, un lungo movimento di macchina che finisce poi per scoprire il personaggio di Chotard, lo sguardo di Renoir finisce per immergere i suoi personaggi all'interno di un mondo i cui dettagli sono altrettanto importanti dei gesti, delle azioni e delle parole dei personaggi»

### Riprese
Le riprese del film durarono 23 giorni, dal novembre 1932 al dicembre dello stesso anno; il film  fu girato negli Studi di Joinville.

## Distribuzione
La prima si ebbe nel marzo 1933.

## Accoglienza

### Critica
Claude Beylie:
«…tutto concorre a fare di Chotard et Cie un'opera curiosamente a doppio fondo, che in ogni caso non si insabbia mai nel solco del teatro filmato e nella quale ritroviamo intatto il brio  de Tire au flanc e di Boudu; l'insieme risponde abbastanza bene all'intenzione di Renoir, quando dichiara di aver voluto "fare qualcosa di paragonabile abbastanza a una graziosa commedia americana"»